# Kamsdorf
Kamsdorf – część gminy (Ortsteil) Unterwellenborn w Niemczech, w kraju związkowym Turyngia, w powiecie Saalfeld-Rudolstadt. Do 5 lipca 2018 samodzielna gmina.

## Współpraca
Miejscowość partnerska:
- Unterföhring, Bawaria